# Дальтонизм

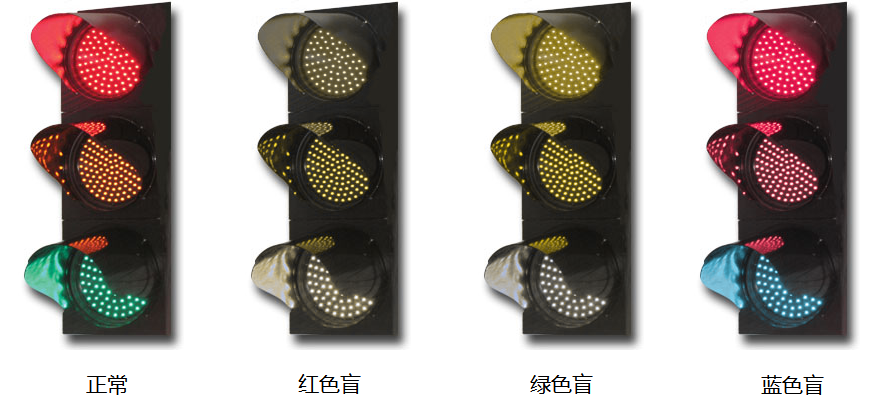
Так выглядит светофор при (слева направо): 1) нормальном зрении 2) протанопии 3) дейтеранопии 4) тританопии

Дальтони́зм, цветовая слепота, — наследственная, реже — приобретённая особенность зрения человека и приматов, выражающаяся в сниженной способности или полной неспособности видеть или различать все или некоторые цвета. Названа в честь Джона Дальтона, который впервые описал один из видов цветовой слепоты на основании собственных ощущений в 1794 году. Дальтонизм гораздо чаще встречается у мужчин в силу особенностей мужского кариотипа.
У дальтоников могут вызывать затруднения такие бытовые задачи, как выбор спелых фруктов, выбор одежды или чтение информации, закодированной исключительно цветом. Тем не менее, проблемы дальтоников, как правило, незначительны, и большинство людей считает, что они могут адаптироваться. Люди с полным дальтонизмом (ахроматопсией) могут также иметь снижение остроты зрения и чувствовать себя некомфортно в условиях избыточной освещённости.
Наиболее распространенной причиной дальтонизма является унаследованная проблема при развитии одного или нескольких из трёх наборов колбочек в глазу. Мужчины чаще подвержены дальтонизму, чем женщины, поскольку гены, ответственные за наиболее распространенные формы дальтонизма, находятся на Х-хромосоме. Поскольку женщины имеют две Х-хромосомы, дефект в одной обычно компенсируется другой, в то время как мужчины имеют только одну Х-хромосому. Дальтонизм также может быть результатом физического или химического повреждения глаза, зрительного нерва или частей мозга. Диагноз, как правило, проводится с помощью цветового теста Исихары; однако существует и ряд других методов тестирования, включая генетическое тестирование.
Не существует лечения от дальтонизма. Диагноз может позволить преподавателю изменить способ преподавания, чтобы он мог допустить уменьшение способности распознавать цвета. Специальные линзы могут помочь людям с красно-зелёным дальтонизмом при ярком освещении. Существуют также мобильные приложения, которые могут помочь людям определить цвета.
Красно-зелёный дальтонизм является наиболее распространенной формой; другими распространёнными формами являются сине-жёлтый дальтонизм и полный дальтонизм. Красно-зелёным дальтонизмом страдают до 8 % мужчин и 0,5 % женщин североевропейского происхождения. Способность видеть цвет также уменьшается в старости. Из-за дальтонизма люди в определённых странах могут не иметь права на определённую работу, например работу пилота, машиниста поезда, крановщика, и службу в вооруженных силах. Влияние дальтонизма на художественные способности, однако, является спорным. Способность рисовать, вероятно, является неизменной, и многие известные художники, как полагают, были дальтониками.

## История термина
Джон Дальтон был дейтеранопом, но не знал о своей цветовой слепоте до 26 лет. У него были три брата и сестра, и двое из братьев также страдали цветовой слепотой. Дальтон подробно описал свой семейный дефект зрения в небольшой книге. Благодаря его публикации и появилось слово «дальтонизм», которое на долгие годы стало синонимом не только описанной им аномалии зрения в красной области спектра, но и любого нарушения цветового зрения.

## Причина нарушений цветового зрения
У человека в центральной части сетчатки расположены светочувствительные рецепторы — нервные клетки, которые называются колбочками. Каждый из трёх видов колбочек имеет свой тип светочувствительного пигмента, характеризующийся определённым спектром поглощения. Первый тип пигмента, условно называемый «красным», имеет максимум чувствительности к спектру с максимумом 560 нм; другой, «зелёный» — с максимумом 530 нм; третий, «синий» — с максимумом 430 нм.
Люди с нормальным цветным зрением имеют в колбочках все три пигмента (красный, зелёный и синий) в необходимом количестве. Их называют трихроматами (от др.-греч. χρῶμα — цвет). Сочетание красного, зелёного и синего цветов позволяет различать многочисленные тона. Когда отсутствует один из нескольких пигментов или пигмент присутствует, но в недостаточном количестве, возникают проблемы с восприятием цвета.

## Наследственная природа нарушений цветового зрения
Передача дальтонизма по наследству связана с X-хромосомой и часто передаётся от матери-носителя гена к сыну. У мужчин дефект в единственной X-хромосоме не компенсируется, так как «запасной» X-хромосомы нет, в результате чего дальтонизм в двадцать раз чаще проявляется у мужчин, имеющих набор половых хромосом XY. При этом все дочки мужчины-дальтоника являются носителями гена дальтонизма, но проявляется он у них только в случае, если тот же ген имеется и во второй X-хромосоме, полученной ими от матери. В результате разной степенью дальтонизма страдают 2—8 % мужчин, и только 0,8 % женщин.
Некоторые виды дальтонизма следует считать не «наследственным заболеванием», а скорее — особенностью зрения. Согласно исследованиям британского учёного Тома Симонайта (Tom Simonite), люди, которым трудно различать красные и зелёные цвета, могут различать множество других оттенков. В частности, оттенков цвета хаки, которые кажутся одинаковыми людям с нормальным зрением.

## Приобретённый дальтонизм
Это заболевание, которое развивается только на глазу, где поражена сетчатка или зрительный нерв. Этому виду дальтонизма свойственно прогрессирующее ухудшение и трудности в различении синего и жёлтого цветов.
Причинами появления приобретенных нарушений цветовосприятия являются:
- Возрастные изменения — помутнение хрусталика (катаракта). Снижается и зрение вдаль, и цветовосприятие;
- Нарушение цветового зрения, вызванные приемом различных медикаментов (постоянное или временное);
- Травмы глаза, затрагивающие сетчатку или зрительный нерв[14].

## Виды дальтонизма: клинические проявления и диагностика
В случае отсутствия одного из зрительных пигментов в сетчатке глаза человек способен различить только два основных цвета. Таких людей называют дихроматами. При отсутствии пигмента, ответственного за распознавание красного цвета, говорят о протанопической (от греч. πρώτα «первый» + греч. ἀ(ν) «не-» + греч. ὄψις «зрение») дихроматии, в случае отсутствия зелёного пигмента — о дейтеранопической (аналогично от греч. δεύτερος «второй») дихроматии, в случае отсутствия синего пигмента — о тританопической (от греч. τρίτος «третий») дихроматии. В случае, когда активность одного из пигментов всего лишь снижена, говорят об аномальной трихроматии — в зависимости от цвета, ощущение которого ослаблено, такие состояния называют протаномалией, дейтераномалией и тританомалией соответственно.
Наиболее часто встречается нарушения красного-зелёного зрения — у 8 % белых мужчин и 0,5 % белых женщин; в 75 % случаев речь идёт об аномальной трихроматии.
Цветовая слепота является рецессивным генетическим отклонением и встречается в среднем примерно в 0,0001 % случаев. Однако в некоторых областях — обычно вследствие длительного близкородственного скрещивания — частота такого наследственного дефекта может быть значительно больше: так, известен случай, когда на небольшом острове, население которого длительное время вело замкнутый образ жизни, из 1600 жителей 23 страдали полной цветовой слепотой.

### Клинические проявления
Клинически различают полную и частичную цветовую слепоту.
- Ахроматопсия (ахромазия, ахроматопия, или палочковая монохромазия) — полное отсутствие цветного зрения, когда отсутствуют колбочки, и световые волны любой длины воспринимаются как ощущение серого цвета, наблюдается реже всего;
- Колбочковая монохромазия, при которой имеется лишь один вид колбочек, и разные цвета воспринимаются как один цвет разной яркости[15].
- Частичная цветовая слепота

- Нарушение восприятия красной или зелёной части спектра:

- Дейтераномалия — наиболее частый случай, встречающийся у ~5-6 % мужчин и ~0,3-0,4 % женщин.
- Протаномалия, протанопия, дейтеранопия — по ~1 % и ~0,1 у мужчин и женщин соответственно.

- Нарушение восприятия сине-фиолетового участка спектра:

- Тританомалия, тританопия — нарушение цветовых ощущений в сине-фиолетовой области спектра, встречается крайне редко — менее 1 % у мужчин и женщин. В отличие от красно-зелёной аномалии, данное нарушение не зависит от пола, так как вызвано мутацией в 7-й хромосоме.

| Нормальное зрение |
| Протанопия        |
| Дейтеранопия      |
| Тританопия        |

| Нормальное зрение |  |  |  |  |  |  | Трихромат              | Норма               |                |
| Протаномалия      |  |  |  |  |  |  | Аномальный трихромат   | Частично дальтоник  | Красно-зелёный |
| Протанопия        |  |  |  |  |  |  | Дихроматическое зрение | Частично дальтоник  | Красно-зелёный |
| Дейтераномалия    |  |  |  |  |  |  | Аномальный трихромат   | Частично дальтоник  | Красно-зелёный |
| Дейтеранопия      |  |  |  |  |  |  | Дихроматическое зрение | Частично дальтоник  | Красно-зелёный |
| Тританомалия      |  |  |  |  |  |  | Аномальный трихромат   | Частично дальтоник  | Сине-жёлтый    |
| Тританопия        |  |  |  |  |  |  | Дихроматическое зрение | Частично дальтоник  | Сине-жёлтый    |
| Ахроматопсия      |  |  |  |  |  |  | Монохромазия           | Полностью дальтоник |                |
| Тетрахроматия     |  |  |  |  |  |  |                        |                     |                |
| Тетрахроматия     |  |  |  |  |  |  |                        |                     |                |

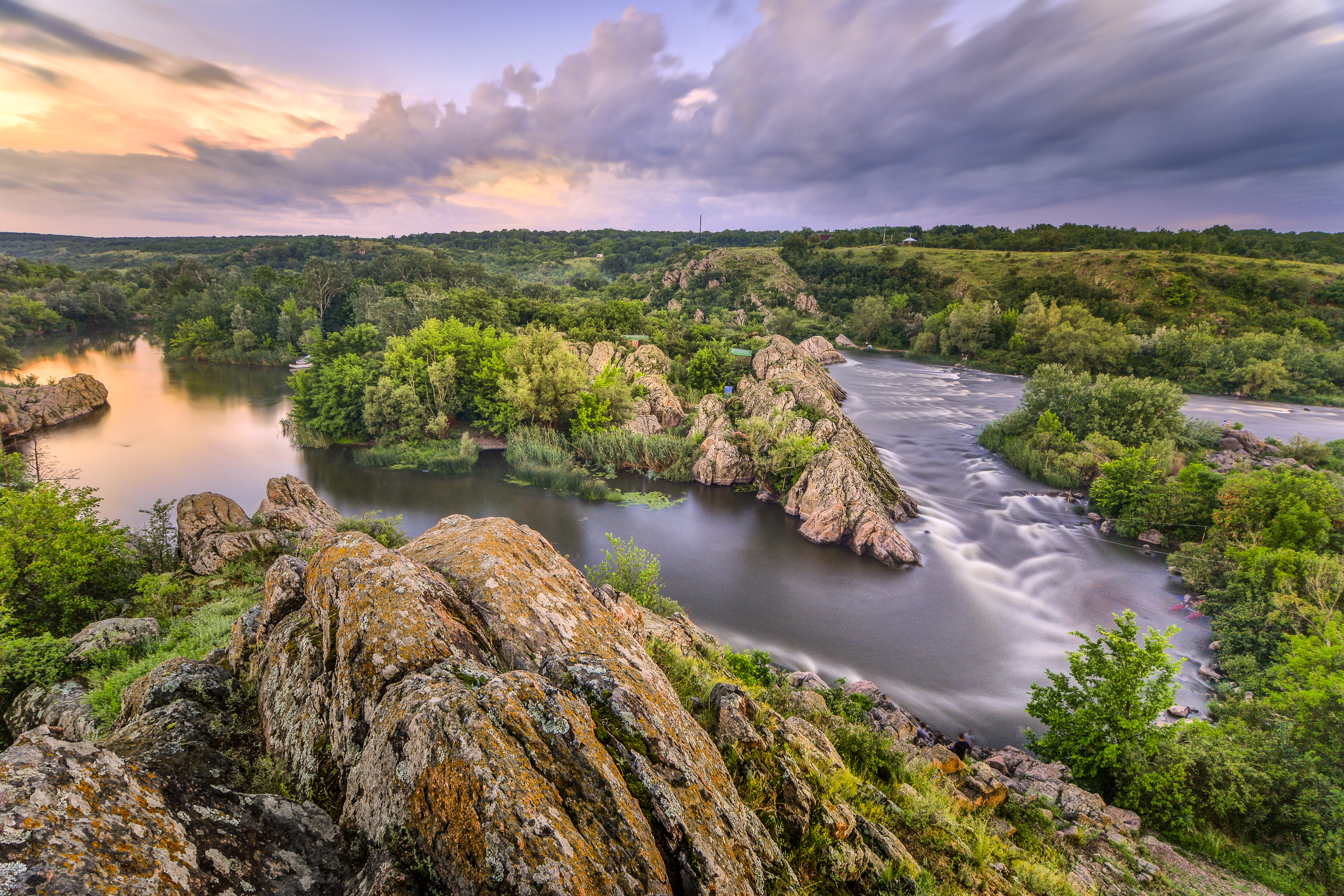
Нормальное зрение
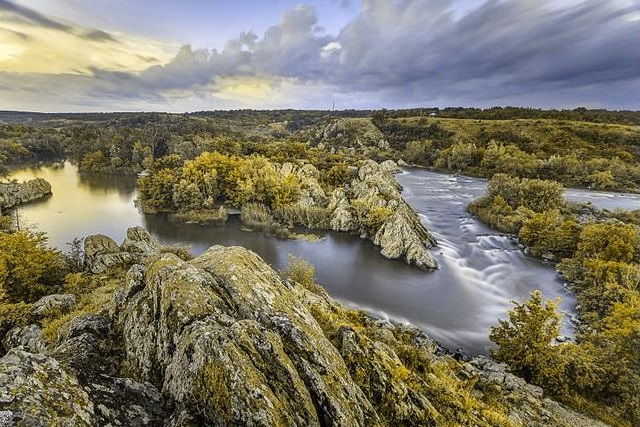
Дейтеранопия
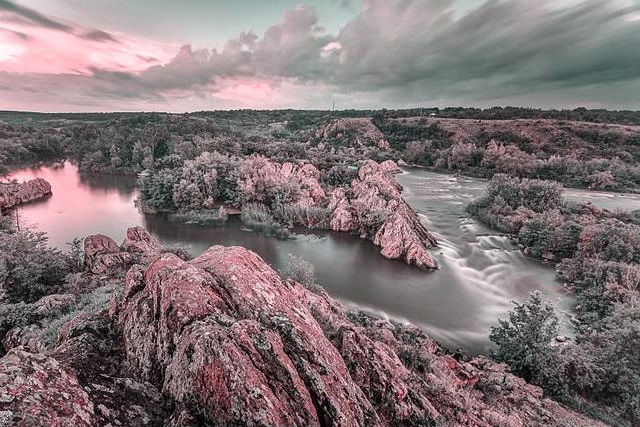
Тританопия
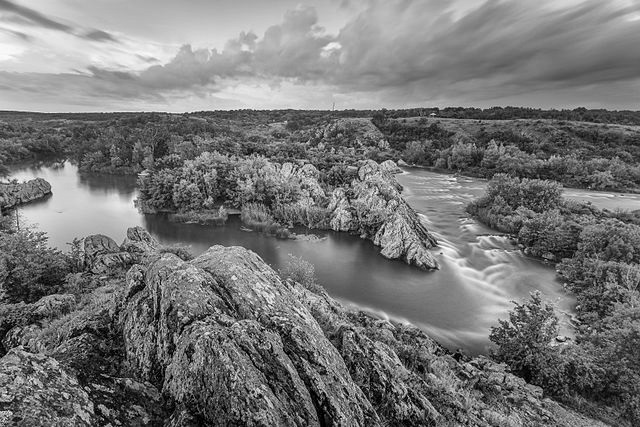
Монохроматия

### Диагностика
Характер цветового восприятия определяется на специальных полихроматических таблицах Рабкина. В наборе имеется 27 цветных листов — таблиц, изображение на которых (обычно цифры) состоит из множества цветных кружков и точек, имеющих одинаковую яркость, но несколько различных по цвету. Человеку с частичной или полной цветовой слепотой (дальтонику), не различающему некоторые цвета на рисунке, таблица кажется однородной. Человек с нормальным цветовосприятием (нормальный трихромат) способен различить цифры или геометрические фигуры, составленные из кружков одного цвета.
Дихроматы: различают слепых на красный цвет (протанопия), у которых воспринимаемый спектр укорочен с красного конца, и слепых на зелёный цвет (дейтеранопия).
При протанопии красный цвет воспринимается более тёмным, смешивается с тёмно-зелёным, тёмно-коричневым, а зелёный — со светло-серым, светло-жёлтым, светло-коричневым. При дейтеранопии зелёный цвет смешивается со светло-оранжевым, светло-розовым, а красный — со светло-зелёным, светло-коричневым.

## Профессиональные ограничения при ослаблении цветовосприятия
Цветовая слепота может ограничить возможности человека при исполнении тех или иных профессиональных навыков. Зрение врачей, водителей, моряков и лётчиков тщательно исследуется, так как от его правильности зависит жизнь многих людей.
Дефект цветового зрения впервые привлёк к себе внимание общественности в 1875 году, когда в Швеции, около города Лагерлунда, произошло крушение поезда, повлёкшее большие жертвы. Оказалось, что машинист не различал красный цвет, а развитие транспорта именно в то время привело к широкому распространению цветовой сигнализации. Эта катастрофа привела к тому, что при приёме на работу в транспортную службу стали в обязательном порядке оценивать цветоощущение.
В странах Евросоюза, за исключением Румынии, ограничений для дальтоников при выдаче водительских удостоверений нет.
В Турции и Румынии людям с нарушениями цветоощущения не выдаются водительские права.
В Беларуси и на Украине водительское удостоверение выдаётся людям с нарушенным цветовосприятием (за исключением ахроматопсии) при различении трёх основных цветов светофора.
В России дальтоники при дихроматии могут получить только водительские права категории A или категории B без права работы по найму.
- C 1 января 2012 года ужесточаются требования для медкомиссий таким образом, что нарушение цветоощущения является противопоказанием уже для получения водительских прав всех категорий[19][20].
- Постановлением правительства РФ от 29 декабря 2014 г. требования к цветовосприятию были вновь снижены: теперь противопоказанием для управления транспортными средствами является только ахроматопсия[21].

## Особенности цветового зрения у других видов
Зрительные органы многих видов млекопитающих ограниченно способны воспринимать цвета (часто — только 2 цвета), а некоторые животные в принципе не способны различать цвета. С другой стороны, многие животные способны лучше человека различать градации тех цветов, которые им важны для жизнедеятельности. Многие представители отряда непарнокопытных, в частности, лошади, различают оттенки коричневого, которые человеку кажутся одинаковыми; от этого зависит, можно ли есть данный лист. Белые медведи способны различать оттенки белого и серого более чем в 100 раз лучше человека, так как при таянии цвет льда меняется и по оттенку цвета можно оценить прочность льдины.

## Лечение дальтонизма
Лечение дальтонизма возможно методами генной инженерии — внедрением в клетки сетчатки недостающих генов, используя вирусные частицы как вектор. В 2009 году в журнале Nature появилась публикация об успешном испытании этой технологии на обезьянах, многие из которых от природы плохо различают цвета.
Также существуют методы корректировки цветовосприятия специальными очковыми линзами. С 1930-х годов рекомендовались очки с неодимовыми стёклами для людей с пониженным восприятием красного (протаномалия) и зелёного (дейтероаномалия) цветов.